# Ognjen Kržić
Ognjen Kržić, né le 13 mars 1969 à Dubrovnik, est un joueur de water-polo croate. 

## Carrière
Avec l'équipe de Croatie de water-polo masculin, Ognjen Kržić est médaillé d'argent aux Jeux olympiques d'été de 1996 à Atlanta.